# Jeremy Rickard
Jeremy Rickard, häufig J. C. Rickard zitiert, ist ein britischer Mathematiker, der sich mit Algebra und algebraischer Topologie befasst.

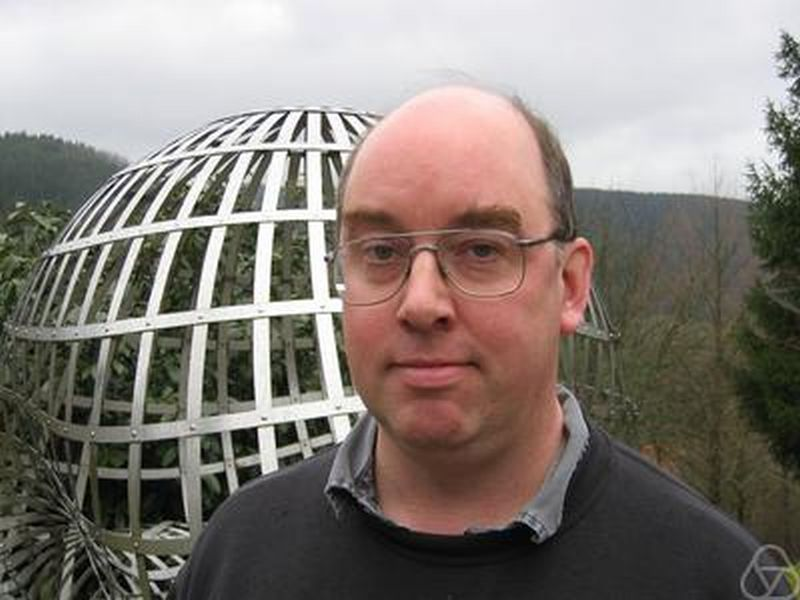
Jeremy Rickard, Oberwolfach 2006

Rickard wurde 1988 bei Aidan Schofield am University College London promoviert (Derived Categories and Representation Theory). Er ist Professor an der University of Bristol.
Er befasst sich mit modularer Darstellungstheorie endlicher Gruppen und damit zusammenhängenden Fragen der algebraischen Topologie, Darstellungstheorie endlicher Algebren und Homologischer Algebra. Rickard-Äquivalenzen (derivierte Äquivalenzen) als Verallgemeinerung von Morita-Äquivalenzen von Ringen und Algebren sind nach ihm benannt.
2002 erhielt er den Senior Berwick Prize 1998 war er Gastredner auf dem Internationalen Mathematikerkongress in Berlin (The abelian defect group conjecture).

## Schriften
- Derived categories and stable equivalence, J. Pure Appl. Algebra, Band 61, 1989, S. 303–317
- Derived equivalences as derived functors, J. London Mathematical Society, Band 43, 1991, S. 37–48